# كوم سكور
كوم سكور شركة حسابات إنترنتية تقدم خدمات تسويق المعلومات ورصد حركات المستخدمين على الإنترنت. لديها من الزبائن العديد من الشركات الكبرى والمؤسسات ودور النشر.
أسست الشركة عام 1999 في فرجينيا في الولايات المتحدة. من أبرز منافسيها أليكسا ونيلسن أونلاين وعديد من الشركات غيرها. ليس للشركة أية مكاتب في العالم العربي حسب موقع الشركة.

## وصلات خارجية
- الموقع الرسمي